# Список населённых пунктов Борзнянского района
Список населённых пунктов Борзнянского района подан по данным КВКФ на 01. 01. 2006 г.
Общее количество населённых пунктов 63 (1 город, 60 сёл и 2 посёлка).
Тип населённого пункта указан в скобках, за исключением сёл.
1)	Адамовка
2)	Березовка
3)	Берестовец
4)	Большевик
5)	Борзна (город)
6)	Великая Дочь
7)	Великая загоровка
8)	Воловица
9)	Вольница
10)	Ворона
11)	Высокое
12)	Галайбино
13)	Головеньки
14)	Гришовка
15)	Доброполье
16)	Жданов
17)	Забеловщина
18)	Запорожье (посёлок)
19)	Ивановка
20)	Ильинцы
21)	Кербутовка
22)	Кинашевка
23)	Кировское
24)	Клыпин (посёлок)
25)	Комаровка
26)	Красносельское
27)	Красностав
28)	Купченоков
29)	Линевка
30)	Любомудровка
31)	Малая Дочь
32)	Малая Загаровка
33)	Маличина Гребля
34)	Николаевка
35)	Новые Млины
36)	Носеловка
37)	Оленовка
38)	Омбыш
39)	Памятное
40)	Паристовка
41)	Петровка
42)	Печи
43)	Плиски
44)	Прачи
45)	Прохоры
46)	Сапоновка
47)	Сиволож
48)	Сидоровка
49)	Смоляж
50)	Степановка
51)	Степь
52)	Суходовка
53)	Тростянка
54)	Ховмы
55)	Хорошее Озеро
56)	Червоная Горка
57)	Червоная Украина
58)	Червоное Озеро
59)	Червоный Остер
60)	Шаповаловка
61)	Шевченко
62)	Юрковщина
63)	Ядуты.